# Controlled Bleeding
A Controlled Bleeding (szó szerinti jelentése: irányított vérzés) amerikai együttes.

## Története
1978-ban alakultak meg Bostonban. Sokszínű zenei palettával rendelkeznek, hiszen számtalan műfajban játszanak, kezdve az indusztriális zenétől a free jazzen át a zajzenéig. Első nagylemezüket 1983-ban adták ki. Paul Lemos, Jack Salerno és Dave Southerland alapították. Hozzájuk csatlakozott Gary Pecorino orgonán és Tony Meola dobon. Több néven is szerepeltek: "Joined at the Head", "The Art Barbecue", "Body Sink" és "In Blind Embrace". Az évek alatt számtalan albumot megjelentettek. A tagok 1991-től 1993-ig egy indusztriális metal/noise projektben is szerepeltek, amely a Skin Chamber nevet viselte. 

## Tagjai
- Paul Lemos
- Tony Meola
- Chvad SB
- Mike Bazini

## Korábbi tagok
- Chris Moriarty
- Joe Papa
- Gary Pecorino
- Craig Berry
- Trang
- Tim Smith